# سایگو سومیتاکا
سایگو سومیتاکا (به ژاپنی: 西郷純堯 さいごう すみたか) یک فرمانده نظامی از دوره سنگوکو تا دوره آزوچی-مومویاما. ارباب قلعه تاکاشیرو بود.
در سال ۱۵۷۲ سایگو سومیتاکا ائتلافی از دشمنان اومورا سومیتادا را علیه او رهبری کرد، تهدیدی که سومیتادا با کمک چهار کشتی جنگی پرتغالی در سال ۱۵۷۴ آن را خنثی کرد.

## اصل و نسب

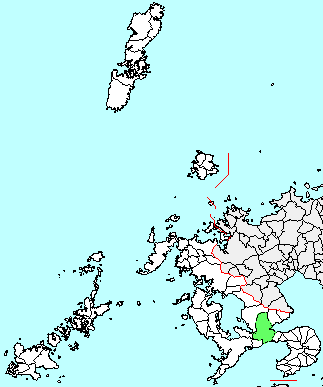
شهر ایساهایا، ناگاساکی با رنگ سبز مشخص شده‌است در جنوب ژاپن

خاندان سایگو از خانواده‌ای از خاندان کیکوچی در نظر گرفته می‌شود و در دوره جنگ‌های داخلی ژاپن یا دوره سنگوکو، به‌عنوان تابع خاندان آریما، بر ایساهایاسو هیزن (شهر ایساهایا، ناگاساکی و ناحیه کیتاتاکاگی، ناگاساکی فعلی) قدرت داشت و از خط مقدم مزارع برنج خاندان آریما در برابر هیگاشی-هیزن محافظت می‌کرد. زمانی که خاندان آریما ضعیف شد و خاندان ریوزوجی به قدرت رسید، سایگو سومیتاکا خاندان آریما را ترک کرد و به دنبال خاندان ریوزوجی رفت.

## زندگی‌نامه

بندر ناگاساکی در جنوب شهر ایساهایا، ناگاساکی
قرار دارد.

در سال ۱۵۶۲، سایگو سومیتاکا از آریما یوشی‌سادا (پدر آریما هارونوبو دایمیوی مسیحی) پیروی می‌کرد و برای حمله به با هدف تصرف قلعه ساگا در ولایت هیزن و به منظور شکست دادن ریوزوجی تاکانوبو همراه با اوتومو سورین وارد عمل شد. آریما یوشی‌سادا ارتش خود را به دو گروه تقسیم کرد که یکی از آنها به رهبری اومورا سومیتادا و گروه دیگر به رهبری سایگو سومیتاکا. اگرچه نیروهای آریما از نظر تعداد برتری داشتند، اما به تدریج شروع به از دست دادن زمین کردند و در نهایت شکست سختی را متحمل شدند. سایگو سومیتاکا خط مقدم را ترک کرد و سعی کرد بگریزد و با حمایت ماتسورا تاکانوبو (۱۵۲۹-۱۵۹۹) از جزیره هیرادو توانست به قلعه خود بازگردد. در سال بعد (۱۵۶۳)، سایگو سومیتاکا از خاندان آریما جدا شد و با ماتسورا تاکانوبو (۱۵۲۹-۱۵۹۹) پیمان بست و سعی کرد به اومورا سومیتادا حمله کند. در پاسخ، آریما یوشی‌سادا به او حمله کرد. سایگو سومیتاکا نیروهای خاندان آریما را در حالی که فداکاری‌های زیادی انجام می‌داد دفع کرد. پس از آن، سایگو سومیتاکا بارها و بارها علیه خاندان آریما جنگید.
در ژوئیه ۱۵۷۲، در پاسخ به درخواست گوتو تاکاکی، به قلعه سانجو متعلق به اومورا سومیتادا حمله کرد. در سال ۱۵۷۴ به کایاسه که متعلق به قلمروی اومورا بود حمله کرد و در سال ۱۵۸۰ به همراه برادر کوچکترش فوکاهوری سومیکاتا به قلعه تسوروگی حمله کرد اما به دلیل ضدحمله نیروهای اومورا مجبور به عقب‌نشینی شد.
در اواخر ژوئن ۱۵۷۷، هنگامی که سایگو سومیتاکا متوجه شد که ریوزوجی تاکانوبو قصد دارد به شهر و قلعه او قلعه تاکاشیرو حمله کند، از خاندان آریما که دشمن ریوزوجی تاکانوبو بود، درخواست کمک کرد، اما خاندان آریما از ارسال نیروهای کمکی به سایگو سومیتاکا منصرف شد. سایگو سومیتاکا تصمیم گرفت تنها با ارتش خود با نیروهای ریوزوجی مقابله کند، اما در حالی که بسیاری از قلعه‌ها از جمله «قلعه اوکی» توسط نیروهای ریوزوجی تسخیر شده بودند، برادر کوچکترش جونکاتا فوکاهوری که قبل از برادر بزرگش به خاندان ریوزوجی خدمت می‌کرد، در میانجیگری تسلیم شدن شرکت کرد. به دلیل تسلیم شدن، پسر بزرگ سایگو سومیتاکا، به نام جونائو، یک عنوان جزئی از ریوزوجی تاکانوبو دریافت کرد و نام خود را به «نوبوناگا» تغییر داد. گفته می‌شود ریوزوجی تاکانوبو بازنشسته شده و به زودی درگذشت. پس از این، خاندان سایگو به‌طور کامل از خاندان آریما جدا شد.

## درگیری بااومورا سومیتادا
اومورا سومیتادا برادر زادهٔ دایمیوی مسیحی معروف آریما هارونوبو (غسل تعمید ۱۵۷۹) بود. اومورا سومیتادا نخستین دایمیوی اهل ژاپن بود که در سال ۱۵۶۳ به مسیحیت گروید.
سایگو سومیتاکا زمانی که آریما یوشی‌سادا و اومورا سومی‌تادا تبدیل به دایمیوهای مسیحی شدند از آنها جدا شد و با گوتو تاکاکی و خاندان ماتسورا اتحادی تشکیل داد. در سال ۱۵۷۲، سایگو سومیتاکا به اومورا سومیتادا و برادرش به خاندان ناگاساکی حمله کردند. نیروهای او محل سکونت و کلیسای خاندان ناگاساکی را به آتش کشیدند، اما به دلیل مقاومت شدید سامورایی‌ها و دهقانان عقب‌نشینی کردند. از طرفی حمله نیروهای سایگو سومیتاکا به حدی شدید بود که شایعه شده بود اومورا سومیتادا در این نبرد کشته شده‌است.
طبق «تاریخ ژاپن (فرویس)» لوئیس فرویس، سایگو سومیتاکا، که فرویس او را «ایساهایا-دونو» می‌نامید، «با آریما یوشی‌سادا برادر اومورا سومیتادا به گونه ای رفتار می‌کرد که گویی ارباب او است» و یوشی سادا که سعی داشت به مسیحیت بپیوندد، را برای پیوستن به آن دچار تردید کرده بود. به همین دلیل، فرویس ارزیابی شدیدی از سایگو سومیتاکا کرده و گفت: «از نظر مکر، تاکتیک و نیرنگ، او پیشروترین فرد در میان اربابان سطح پایین بود». سایگو سومیتاکا از آنجائیکه یک بودایی مؤمن بود از اینکه اومورا سومیتادا، مسیحی شده بود، خشمگین بود؛ بنابراین آریما یوشی‌سادا برادر اومورا سومیتادا به او توصیه کرد که علت اصلی نفرت سایگو سومیتاکا از او گرویدن او به مسیحیت است و اگر او دین مسیحیت را رها کند، رابطه خصمانه سایگو سومیتاکا با او از بین خواهد رفت. سومیتادا در پاسخ به او گفت که «حتی اگر قلمرو، رعیت‌ها و جان خود را از دست بدهد مرتد نمی‌شود.»